# 1962
1962 (MCMLXII) je bilo navadno leto, ki se je po gregorijanskem koledarju začelo na ponedeljek.

## Dogodki
- 1. januar - Zahodna Samoa (danes Samoa) pridobi neodvisnost od Nove Zelandije.
- 3. januar - papež Janez XXIII. izobči Fidela Castra.
- 9. januar - Kuba in Sovjetska zveza podpišeta trgovinski dogovor.
- 10. januar - plaz s perujske gore Huascarán pod seboj pokoplje več naselij in po oceni zahteva 4000 žrtev.
- 24. januar - Organisation de l'armée secrete izvede bombni napad na francosko veleposlaništvo v Alžiriji.
- 3. februar - Združene države Amerike razglasijo trgovinski embargo nad Kubo, kasneje spremenjen v skoraj popolnega, v odziv na kubansko nacionalizacijo lastnine ameriških državljanov.
- 4. – 5. februar - vêlika konjunkcija: med Sončevim mrkom je vseh pet s prostih očesom vidnih planetov in Luna poravnanih znotraj 16° ekliptike.
- 7. februar - v eksploziji premogovnika v Posarju (Zahodna Nemčija) umre 299 rudarjev.
- 20. februar - projekt Mercury: astronavt John Glenn v kapsuli Friendship 7 kot prvi Američan obkroži Zemljo.
- 2. marec - general Ne Win pride z vojaškim državnim udarom na oblast v Burmi.
- 18. marec - s podpisom sporazuma v francoskem kraju Évian-les-Bains se konča alžirska osamosvojitvena vojna.
- 3. april - Džavaharlal Nehru je izvoljen za de facto ministrskega predsednika Indije.
- 7. april - pisatelj Milovan Đilas je ponovno aretiran v Jugoslaviji, tokrat zaradi izida knjige Pogovori s Stalinom.
- 6. maj - Antonio Segni je izvoljen za predsednika Italije.
- 14. maj - španski kralj Juan Carlos I. se poroči s princeso Sofijo.
- 30. maj – 17. junij - v Čilu poteka Svetovno prvenstvo v nogometu, konča se z zmago brazilske reprezentance.
- 31. maj - v Izraelu obesijo častnika SS Adolfa Eichmanna, njegovo truplo kasneje kremirajo in pepel raztrosijo na morju.
- 11. junij - trije zaporniki pobegnejo iz zapora Alcatraz in izginejo brez sledu, kar ni uspelo nikomur drugemu.
- 20. junij - objavljena je prva številka revije Ekran.
- 30. junij - zadnji pripadniki Francoske tujske legije zapustijo Alžirijo.
- 1. julij - Burundi in Ruanda postaneta neodvisni državi.
- 5. julij - Alžirija postane neodvisna država, za prvega predsednika je izvoljen Ahmed Ben Bella.
- 12. julij - The Rolling Stones imajo prvi nastop v Londonu.
- 5. avgust - Nelson Mandela je aretiran v Južni Afriki pod obtožbo hujskanja k uporu.
- 6. avgust - Jamajka postane neodvisna država.
- 15. avgust - Nizozemska prepusti Zahodno Novo Gvinejo Indoneziji.
- 22. avgust - neuspešen poskus atentata na francoskega predsednika Charlesa de Gaulla.
- 27. avgust - proti Veneri izstrelijo medplanetarno vesoljsko sondo Mariner 2.
- 31. avgust - Trinidad in Tobago postane neodvisna država.
- 27. september - z izidom knjige Nema pomlad avtorice Rachel Carson se prične okoljevarstveno gibanje.
- 29. september - izstreljen je kanadski Alouette 1, prvi satelit, izdelan izven Sovjetske zveze in ZDA.
- 10. oktober - mejni spor med Indijo in Kitajsko preraste v oborožen spopad.
- 11. oktober - pričetek drugega vatikanskega koncila.
- 14. oktober - kubanska raketna kriza: ameriško vohunsko letalo U-2 fotografira nameščanje sovjetskih balističnih izstrelkov na Kubi.
- 28. oktober - Nikita Hruščov oznani, da je ukazal odstranitev raket s Kube. Drugi del skrivnega dogovora z ameriškim predsednikom Kennedyjem - odstranitev ameriških raket iz Turčije - ostane skrivnost, zato dobi javnost vtis, da je Sovjetska zveza popustila.
- 6. november - Generalna skupščina OZN z resolucijo obsodi politiko apartheida v Južni Afriki in pozove članice naj prekinejo vojaške ter gospodarske zveze z državo.
- 30. november - burmanski politik U Tant je izvoljen za novega generalnega sekretarja OZN.
- 14. december - Mariner 2 leti mimo Venere in pošlje na Zemljo prve podatke o planetu.
- 24. december - kubanske oblasti izpustijo zadnjih 1113 ljudi zajetih med spodletelo invazijo v Prašičjem zalivu leto prej, v zameno za hrano v vrednosti 53 milijonov USD.

## Rojstva
- 13. januar - Brane Završan, slovenski igralec in šansonjer
- 17. januar - Jim Carrey, kanadski komik in igralec
- 23. januar - Jože Bavcon, slovenski botanik
- 30. januar - 
  - Abdulah bin Al-Hussein, jordanski kralj
  - Jonas Žnidaršič, slovenski igralec in radijski ter televizijski voditelj
- 25. januar - Chris Chelios, ameriški hokejist grškega rodu
- 4. februar - Žiga Turk, slovenski informatik, politik in kolumnist
- 5. februar - Sandi Klavžar, slovenski matematik
- 6. februar - Axl Rose, ameriški glasbenik
- 10. februar - Cliff Burton, ameriški kitarist († 1986)
- 22. februar - Steve Irwin, avstralski zoolog in televizijski voditelj († 2006)
- 2. marec - Jon Bon Jovi, ameriški glasbenik in igralec
- 28. marec - Jure Franko, slovenski alpski smučar
- 28. april - Branko Jovanović Vunjak – Brendi, slovenski pevec († 2011)
- 10. maj - David Fincher, ameriški filmski režiser, scenarist in igralec
- 25. maj - Milan Zver, slovenski družboslovec in politik
- 28. maj - Branko Đurić, bosanski igralec in režiser
- 16. junij - Veronica Thörnroos, finska političarka in premierka Ålanda
- 3. julij - Tom Cruise, ameriški igralec
- 20. julij - Primož Ulaga, slovenski smučarski skakalec
- 30. avgust - Aleksander Litvinenko, ruski častnik († 2006)
- 4. september - Šinja Jamanaka, japonski zdravnik in biotehnolog, nobelovec
- 23. september - Zvonko Černač, slovenski politik in pravnik
- 12. oktober - 
  - Franc But, slovenski agronom, ekonomist, politik in diplomat
  - Branko Crvenkovski, makedonski politik
- 16. oktober - Manute Bol, sudansko-ameriški košarkar († 2010)
- 19. oktober - Evander Holyfield, ameriški boksar
- 26. oktober - Davo Karničar, slovenski alpinist in ekstremni smučar
- 3. november - Anti Rinne, finski politik in predsednik vlade
- 11. november - Demi Moore, ameriška igralka in producentka
- 18. november - Kirk Hammett, ameriški kitarist
- 19. november - Jodie Foster, ameriška filmska igralka
- 9. december - Mia Žnidarič, slovenska pevka
- 15. december - Marko Pavliha, slovenski politik, poslanec, pravnik
- 27. december - Tomaž Toporišič, slovenski dramaturg, publicist in prevajalec

## Smrti
- 16. januar - Ivan Meštrović, hrvaški kipar in arhitekt (* 1883)
- 29. januar - Fritz Kreisler, avstrijsko-ameriški skladatelj in violinist (* 1875)
- 17. februar - Bruno Walter, nemški dirigent (* 1876)
- 19. februar - Georgios Papanikolaou, grško-ameriški karcinolog (* 1883)
- 11. marec - Vladimir Lamut, slovenski slikar, grafik (* 1915)
- 15. marec - Arthur Holly Compton, ameriški fizik, nobelovec (* 1892)
- 20. marec - Charles Wright Mills, ameriški sociolog (* 1916)
- 24. marec - Auguste Picard, švicarski izumitelj (* 1884)
- 29. april - Tanabe Hadžime, japonski sodobni filozof (* 1885)
- 6. maj - Edison Pettit, ameriški astronom (* 1889)
- 31. maj - Adolf Eichmann, nemški častnik SS in vojni zločinec (* 1906)
- 2. junij - Fran Saleški Finžgar, slovenski pisatelj, dramatik in prevajalec (* 1871)
- 6. julij - 
  - John Anderson, škotsko-avstralski filozof (* 1893)
  - William Faulkner, ameriški pisatelj, nobelovec (* 1897)
- 8. julij - Georges Bataille, francoski knjižničar, pisatelj, filozof (* 1897)
- 5. avgust - Marilyn Monroe, ameriška igralka (* 1926)
- 9. avgust - Hermann Hesse, nemški pesnik in pisatelj, nobelovec (* 1977)
- 15. avgust - Lei Feng, kitajski vojak (* 1940)
- 18. avgust - Maks Fabiani, slovensko-italijanski arhitekt (* 1965)
- 15. september - William Weber Coblentz, ameriški fizik, astronom (* 1873)
- 9. oktober - Milan Vidmar, slovenski elektrotehnik, šahist, filozof in pisatelj (* 1885)
- 16. oktober - Gaston Bachelard, francoski filozof (* 1884)
- 31. oktober - Louis Massignon, francoski rimokatoliški duhovnik, orientalist in raziskovalec islama (* 1883)
- 7. november - Eleanor Roosevelt, ameriška borka za človekove pravice, prva dama ZDA (* 1887)
- 18. november - Niels Henrik David Bohr, danski fizik, nobelovec (* 1885)
- 15. december - Charles Laughton, angleški igralec, scenarist, producent in režiser (* 1899)
- 24. december - Wilhelm Ackermann, nemški matematik (* 1896)

## Nobelove nagrade
- Fizika - Lev Davidovič Landau
- Kemija - Max Ferdinand Perutz, John Cowdery Kendrew
- Fiziologija ali medicina - Francis Harry Compton Crick, James Dewey Watson, Maurice Hugh Frederick Wilkins
- Književnost - John Steinbeck
- Mir - Linus Carl Pauling